# Ойконимический словарь Алтая
Ойконимический словарь Алтая — топонимический словарь, посвященный ойконимам Алтайского края. Составлен профессором, доктором филологических наук Л. М. Дмитриевой и сотрудниками Алтайского государственного университета и издан в 2001 году университетским издательством в Барнауле. 
В основе  словаря архивные материалы и топонимическая картотека кафедры общего и исторического языкознания (собиравшейся под руководством И. А. Воробьёвой с 1974 года).
Л. И. Шелепова в обзоре диалектных и ономастических словарей, опубликованном в журнале «Вопросы лексикографии» в 2012 году, отмечала: «Информация о населённых пунктах Алтайского края, содержащаяся в данном словаре (исторические сведения, документально подтверждающие ту или иную этимологию, топонимические контексты, отражающие языковое сознание современных жителей), даёт достаточно полное представление о топонимической системе региона в её „онтологическом и ментальном бытии“»:105-106

## Библиографическое описание
Дмитриева Л. М. Ойконимический словарь Алтая/ Л. М. Дмитриева ; Алт. гос. ун-т. — Барнаул: Изд-во Алтайского университета, 2001. — 417 с.